# 火紅鈎齒脂鯉
火紅鈎齒脂鯉，為輻鰭魚綱脂鯉目脂鯉亞目脂鯉科的其中一個種，分布於南美洲塔帕若斯河上游流域，體長可達5.3公分，棲息在底中層水域，屬雜食性，生活習性不明。

## 扩展阅读
維基物種上的相關：火紅鈎齒脂鯉